# Medvednica
Medvednica este o arie protejată (sit de importanță comunitară — SCI) din Croația întinsă pe o suprafață de 18.529,94 ha, integral pe uscat.

## Localizare
Centrul sitului Medvednica este situat la coordonatele 45°54′48″N 15°57′53″E / 45.913358°N 15.964799°E.

## Înființare
Situl Medvednica a fost declarat sit de importanță comunitară în iulie 2013 pentru a proteja 1 specie de plante și 22 de specii de animale.

## Biodiversitate
Situată în ecoregiunea continentală, aria protejată conține 8 habitate naturale: Păduri ilirice de stejar și carpen (Erythronio-Carpinion), Păduri de Castanea sativa, Păduri de fag Luzulo-Fagetum, Păduri ilirice de Fagus sylvatica (Aremonio-Fagion), Păduri pe pante, grohotișuri și ravene de Tilio-Acerion, Peșteri inaccesibile publicului, Pante stâncoase calcaroase cu vegetație casmofită, Liziere de ierburi înalte hidrofile de câmpie și de nivel montan până la alpin.
La baza desemnării sitului se află mai multe specii protejate:
- plante (1): Himantoglossum adriaticum
- amfibieni (2): izvoraș-cu-burta-galbenă (Bombina variegata), Triturus carnifex
- mamifere (9): liliac cârn (Barbastella barbastellus), liliac cu aripi lungi (Miniopterus schreibersii), liliac cu urechi mari (Myotis bechsteinii), liliac cu urechi de șoarece (Myotis blythii), liliac cărămiziu (Myotis emarginatus), liliac comun (Myotis myotis), liliacul mediteranean cu potcoavă (Rhinolophus euryale), liliacul mare cu potcoavă (Rhinolophus ferrumequinum), liliacul mic cu potcoavă (Rhinolophus hipposideros)
- nevertebrate (10): Austropotamobius torrentium, croitorul mare al stejarului (Cerambyx cerdo), Cordulegaster heros, fluturele auriu (Euphydryas aurinia), Leptidea morsei, rădașcă (Lucanus cervus), fluturele purpuriu (Lycaena dispar), croitorul cenușiu al stejarului (Morimus funereus), Osmoderma barnabita, Rosalia alpina
- pești (1): Barbus balcanicus

Pe lângă speciile protejate, pe teritoriul sitului au mai fost identificate 17 specii de plante, 1 specie de mamifere, 1 specie de nevertebrate.